# シネマ・トーラス
シネマ・トーラス（CINEMA TAURUS）は、北海道苫小牧市にある映画館（ミニシアター）。

## 沿革
- 1998年（平成10年） - シネマ・トーラスが開館

## 歴史
1998年（平成10年）3月21日、シネマトーラス開館。同名の自主上映サークルが前身である。1992年（平成4年）に開館したシアターキノ（札幌市）、1996年（平成8年）に開館したシネマアイリス（函館市）に次いで、北海道で3番目のミニシアターとなった。開館初日の上映作品は『ブエノスアイレス』（ウォン・カーウァイ監督）と『ウォレスとグルミット』。
2023年（令和5年）1月10日、苫小牧市出身の映画監督である三浦大輔が『そして僕は途方に暮れる』の舞台あいさつを行った。

## データ
- 所在地：北海道苫小牧市本町2-1-11 苫小牧中央ボウル1階
- アクセス : JR室蘭本線・日高本線苫小牧駅から南に徒歩16分
- 座席数：40席